# Meegen (Odenthal)
Meegen ist ein Wohnplatz in Oberodenthal in der Gemeinde Odenthal im Rheinisch-Bergischen Kreis.

## Lage und Beschreibung
Meegen liegt südwestlich von Klasmühle am Ende der Straße Kapellenweg. Der Name ist entstanden aus der Bezeichnung „zome Egene“ mit der Bedeutung „das Eigentum“.

## Geschichte
Die älteste bekannte Erwähnung von Meegen stammt von Februar 1301. Dabei handelt es sich um das Eigentum des Hermann in Meegen. Während des Spanischen Erbfolgekriegs hatten auch die Odenthaler ihre Beiträge zur Landesverteidigung zu leisten. In diesem Zusammenhang wird unter anderem ein Meygener Halfen aufgelistet. Er hatte 10 Faschinen und 30 Pfähle zu stellen.
1527 wird Meegen erwähnt als einer der Höfe, die Adam von Hall neben Strauweiler geerbt hat.
Die Topographia Ducatus Montani des Erich Philipp Ploennies, Blatt Amt Miselohe, belegt, dass der Wohnplatz 1715 als Freyhof kategorisiert wurde und mit Megen bezeichnet wurde.
Carl Friedrich von Wiebeking benennt die Hofschaft auf seiner Charte des Herzogthums Berg 1789 als Meuden. Aus ihr geht hervor, dass Meegen zu dieser Zeit Teil von Oberodenthal in der Herrschaft Odenthal war.
Unter der französischen Verwaltung zwischen 1806 und 1813 wurde die Herrschaft aufgelöst und Meegen wurde politisch der Mairie Odenthal im Kanton Bensberg zugeordnet. 1816 wandelten die Preußen die Mairie zur Bürgermeisterei Odenthal im Kreis Mülheim am Rhein.
Der Ort ist auf der Topographischen Aufnahme der Rheinlande von 1824 und auf der Preußischen Uraufnahme von 1840 als Meigen verzeichnet. Ab der Preußischen Neuaufnahme von 1892 ist er auf Messtischblättern regelmäßig als Meigen oder Meegen verzeichnet. Der Ort gehörte zur katholischen Pfarre Odenthal.
| Jahr | Einwohner | Wohngebäude | Kategorie             |
| ---- | --------- | ----------- | --------------------- |
| 1830 | 11        |             | Hof                   |
| 1845 | 11        | 2           | Kotten und Ackergüter |
| 1871 | 6         | 1           | Pachtgüter            |
| 1885 | 12        | 1           | Ortschaft             |
| 1895 | 6         | 1           | Ortschaft             |
| 1905 | 10        | 1           | Ortschaft             |